# Giovanni Troupée
Giovanni Troupée (* 20. März 1998 in Amsterdam) ist ein niederländischer Fußballspieler. Der Rechtsverteidiger ist niederländischer Nachwuchsnationalspieler.

## Karriere

### Verein
Giovanni Troupée, dessen Mutter aus Curaçao kommt und dessen Vater Niederländer ist, wuchs in der Provinz Utrecht auf und begann mit dem Fußballspielen beim FC Breukelen aus dem Dorf Breukelen. Später wechselte er in die Fußballschule des FC Utrecht und absolvierte 11 Spiele (1 Tor) für die A-Jugend (U19). Am 17. Mai 2015 lief er im Alter von 17 Jahren beim 3:3 im Auswärtsspiel gegen Vitesse Arnheim erstmals in der Eredivisie für die Profimannschaft auf. In der folgenden Spielzeit lief Troupée überwiegend in der Reservemannschaft auf, doch in den Play-off-Spielen um die Teilnahme an der UEFA Europa League 2016/17 kam er wieder zum Einsatz und schoss beim 5:2-Sieg im Halbfinalrückspiel gegen PEC Zwolle ein Tor. Im Finale unterlag der FC Utrecht Heracles Almelo. In der folgenden Saison erkämpfte sich Giovanni Troupée einen Stammplatz und erreichte mit dem FC Utrecht erneut die Teilnahme an den Entscheidungsspielen für die UEFA Europa League 2017/18. Nach zwei Siegen im Halbfinale gegen den SC Heerenveen setzte sich der Verein aus Utrecht im Finale gegen AZ Alkmaar durch, nachdem man das Hinspiel mit 0:3 verlor und im Rückspiel die Hinspielniederlage egalisierte, woraufhin die Utrechter im Elfmeterschießen die Oberhand behielten. Eine Spielzeit später verlor Troupée wieder seinen Stammplatz und kam in nur 13 Spielen zum Einsatz. Spiele in der zweiten Mannschaft waren keine Seltenheit. In der UEFA Europa League schieden die Utrechter in den Play-offs gegen Zenit St. Petersburg aus.
Ende August 2018 wurde Giovanni Troupée an ADO Den Haag verliehen. Dort erkämpfte er sich einen Stammplatz, verpasste das Ende der Saison jedoch aufgrund einer Knieprellung. ADO Den Haag bewegte sich im unteren Mittelfeld und beendete die Saison als Tabellenzehnter. Danach kehrte Troupée nach Utrecht zurück, doch auch dieses Mal blieb ihm nur die Reservistenrolle übrig. Daher wurde er im Januar 2020 erneut verliehen, dieses Mal an den FC Twente. Auch in Enschede nahe der deutschen Grenze erkämpfte sich Giovanni Troupée einen Stammplatz und kam bis zum Saisonabbruch, die der Corona-Krise geschuldet war, in jeder Partie zum Einsatz.
In der Saison 2020/21 wurde die Ausleihe nicht verlängert, so dass Troupée nach Utrecht zurückkehrte. Zur Saison 2021/22 ging er zum FC Twente Enschede für einen Vertrag über ein Jahr. Nachdem der Vertrag ausgelaufen war, verließ er den Club und ist seitdem vereinslos.

### Nationalmannschaft
Im Jahr 2015 absolvierte Giovanni Troupée acht Spiele für die niederländische U17-Nationalmannschaft, mit der er an der U-17-Fußball-Europameisterschaft 2015 in Bulgarien teilnahm. Dort schied die niederländische Mannschaft nach der Gruppenphase aus; Troupée kam in allen drei Partien zum Einsatz. Daraufhin absolvierte der gebürtige Amsterdamer im Jahr 2015 mindestens ein Spiel für die U18-Junioren. Für die niederländische U19-Auswahl absolvierte Giovanni Troupée am 23. März 2017 beim 1:0-Sieg im Testspiel in Assen gegen Finnland sein einziges Spiel.